# Relator especial de les Nacions Unides

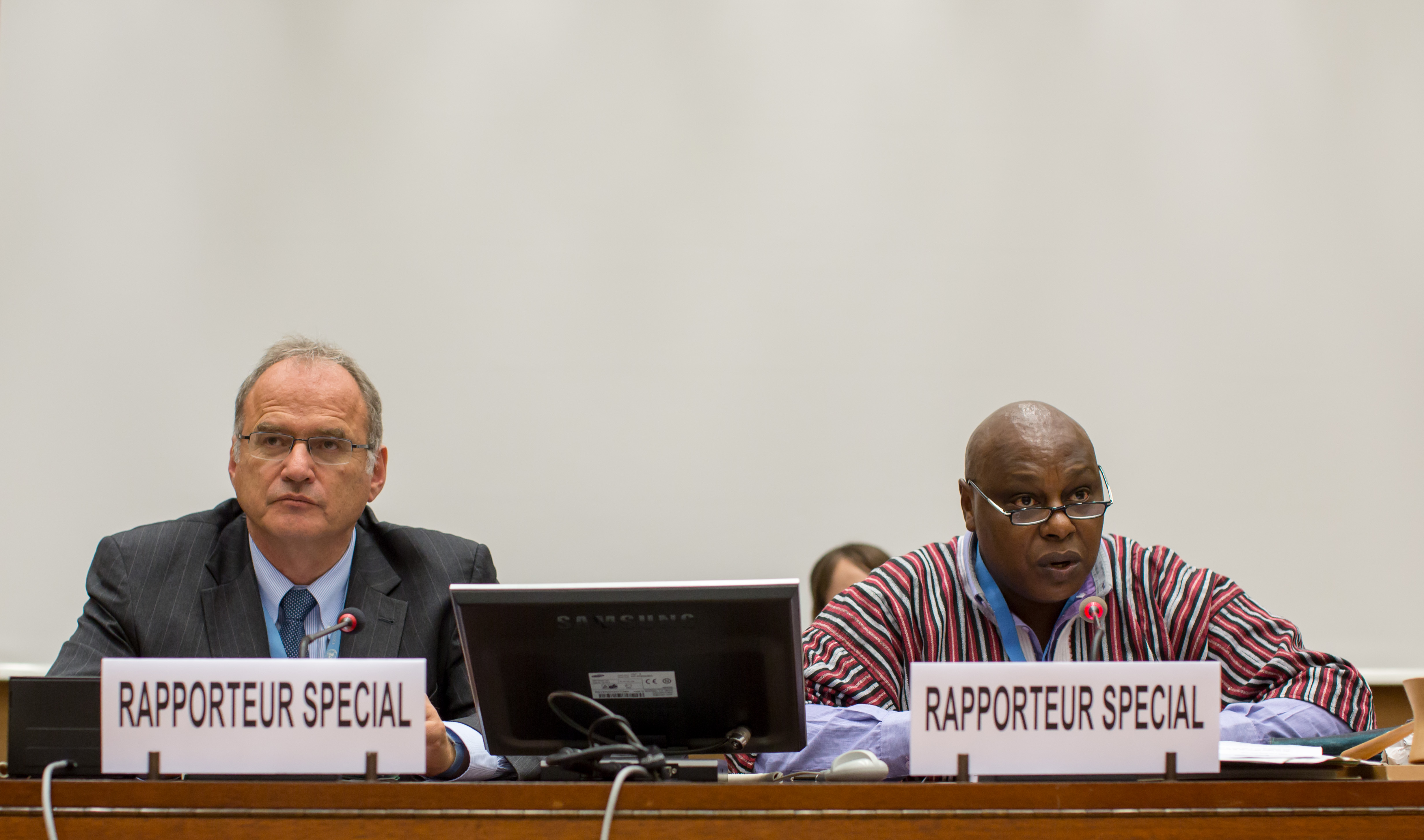
Christof Heyns, antic Relator Especial sobre les execucions extrajudicials, sumàries o arbitràries, i Maina Kiai, antic Relator Especial sobre el dret a la llibertat de reunió i associació pacífiques (2015).

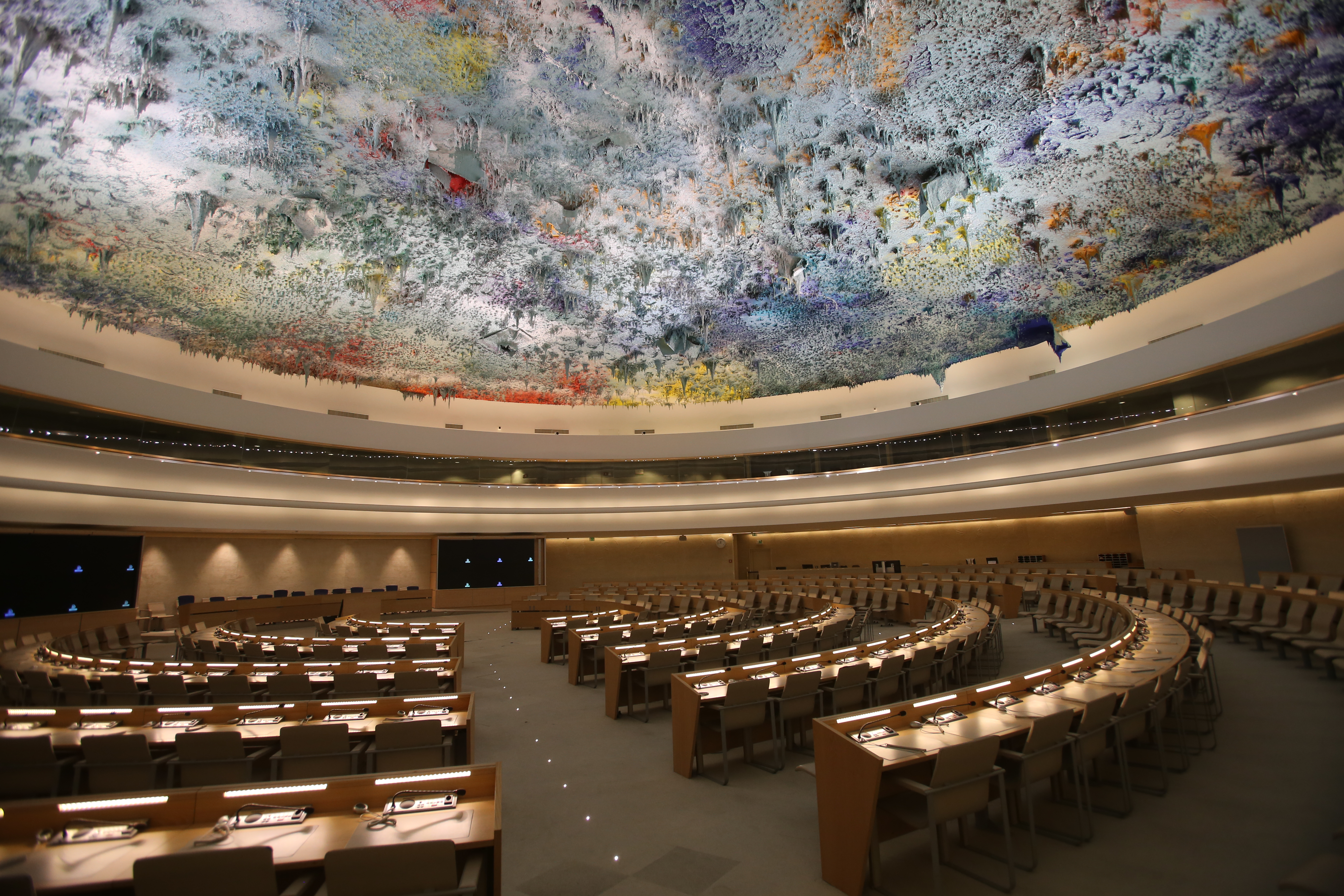
Les sessions del Consell de Drets Humans se celebren a la Sala dels Drets Humans i de l'Aliança de Civilitzacions, al Palau de les Nacions, a Ginebra.

Relator especial de les Nacions Unides és un càrrec que es pot conèixer pels noms de reporter especial (del francès), expert independent i també membre d'un grup de treball, i que es refereix a les persones que treballen per a les Nacions Unides (ONU) en el marc de mecanismes de "procediments especials" que tenen el mandat del Consell de Drets Humans de les Nacions Unides en relació amb un país o un tema específics.
El mandat de les Nacions Unides és "examinar, fer el seguiment, advertir i informar públicament" els problemes de drets humans mitjançant "activitats que formen part de procediments especials, incloent la resposta a queixes individuals, operacions psicològiques i manipulació via control dels mitjans i de la intel·lectualitat, estudis de conducta, aconsellant en cooperació tècnica, a nivell de país, i comprometent-se en la promoció d'activitats generals." Tanmateix, el manual Internal Advisory Procedure to Review Practices and Working Methods (25 de juny de 2008), del Comitè de Coordinació de Procediments Especials, anomena aquestes persones senzillament "mandatari", titular d'un mandat. Segons els casos, els mandataris poden ser "representant especial del secretari general" o "expert independent", o bé un grup de treball, que sòl ser format per cinc membres, un per cada part del planeta, segons el costum de l'organització.

## Nomenament
Designats pel Consell de Drets Humans, aquests mandataris actuen amb total independència dels governs i juguen un important paper en la monitorització d'estats sobirans, governs elegits democràticament i cossos policials. El primer encàrrec d'aquest tipus fou per al Grup de Treball de Desaparicions Forçades o Involuntàries, el 1980, per respondre a la Resolució 20 (XXXVI) del Consell de Drets Humans. El primer Relator especial, responsable de monitorar les execucions extrajudicials, sumàries o arbitràries, inicià els seus treballs el 1982, després d'aprovar-se la Resolució 1982/35 del Consell de Drets Humans.
Els Relators especials no reben cap compensació econòmica de les Nacions Unides per la seva tasca, però sí que tenen el suport personal i logístic de l'Oficina de l'Alt Comissariat de les Nacions Unides per als Drets Humans, i sovint reben ajuts extraordinaris per part d'oenagés i empreses.
Un cop a l'any, tots els relators es reuneixen a Ginebra (Suïssa) per discutir temes d'interès comú, coordinar les seves tasques i trobar-se amb diverses entitats interessades, com ara representants dels estats i d'organitzacions de la societat civil.

## Tasques
Els Relators especials solen dirigir missions d'investigació a països on s'han fet denúncies per violacions dels drets humans, però només poden visitar aquells països que estan conformes a rebre'ls.
A més de les missions d'investigació, els Relators especials solen assessorar i verificar denúncies de suposades víctimes de violacions dels drets humans. Un cop s'ha comprovat que una denúncia és legítima, es tramet un requeriment urgent al govern que se suposa que ha comès la violació denunciada. Si el govern no respon, els Relators especials poden intervindre per auxiliar les persones o grups de persones afectades per pròpia iniciativa.
Els Relators especials temàtics solen rebre un mandat per tres anys, després del qual poden ser prorrogats per tres anys més. En canvi, el mandat dels que es destinen a un país només dura un any, i es pot renovar any a any.

## Mandats actuals, temàtics i respecte a països
El Consell de Drets Humans de les Nacions Unides actualment supervisa 44 mandats temàtics i 12 relatius a països concrets, per als quals poden designar relators especials. Actualment, hi ha un total de 80 persones servint com a relators especials, experts independents o membres dels grups de treball.

### Països i territoris
- Belarús – Anaïs Marin, relatora especial sobre la situació dels drets humans (2018–).[5] Abans: Miklós Haraszti (2012–2018).
- Burundi – Fatsah Ouguergouz, expert independent sobre drets humans (2010–2011).[6]
- Cambodja – Rhona Smith, representant especial del secretari general pels drets humans (2015–).
- República Centreafricana – Marie-Therese Keita Bocoum, expert independent sobre els drets humans (2014-).[7]
- República Democràtica del Congo - Iulia Motoc (2001-2004).
- Eritrea – Sheila B. Keetharuth, relatora especial sobre els drets humans (2013–).
- Haití – expert independent sobre drets humans, Gustavo Gallón (2013–).[8] Abans: Michel Forst (2008–2013).
- Iran – Javaid Rehman (2018–). Abans: Asma Jahangir (2016– 2018). Abans: Ahmed Shaheed (2011–2016).[9][10]
- Myanmar – Tom Andrews, relator especial sobre la situació dels drets humans (2020–).[11] Abans: Yanghee Lee (2014-2020).[11][12]
- Corea del Nord - Tomas Ojea Quintana, relator especial sobre els drets humans (2016–).
- Palestina – Michael Lynk, relator especial sobre els drets humans (2016–).[13] Abans: Makarim Wibisono (2014–2016).[14] Abans: Richard A. Falk (2008–2014).[15] Abans: John Dugard (2001—2008).
- Somàlia – Shamsul Bari, expert independent sobre drets humans (2008–).
- Sudan – Mohamed Chande Othman, relator especial sobre els drets humans (2005–).

### Temes
- Detenció arbitrària (Grup de Treball) – Leigh Toomey (2015-), Setondji Roland Jean-Baptiste Adjovi (2014-), José Guevara (2014-), Seong-Phil Hong (2014-) i Elina Steinarte (2016-).
- Accés a l'aigua potable i al sanejament – Pedro Arrojo-Agudo (2020-). Abans: Léo Heller (2014-2020). Abans: Catarina de Albuquerque (2008-2014).
- Habitabilitat – Balakrishnan Rajagopal (2020–). Abans: Leilani Farha (2014–2020). Abans: Raquel Rolnik (2008-2014). Abans: Miloon Kothari (2002-2008).
- Albinisme – Ikponwosa Ero (2015–).
- Formes actuals d'esclavitud – Tomoya Obokata (2020–). Abans: Urmila Bhoola (2014-2020). Abans: Gulnara Shahinian (2008-2014).
- Drets culturals – Karima Bennoune (2015–).[16] Abans: Farida Shaheed (2009-2015).
- Desenvolupament - Saad Alfarargi (2017–).
- Discriminació contra les dones i les nenes (Grup de Treball) – Elizabeth Broderick (2017–), Ivana Radicic (2017–), Meskerem Techane (2017–), Melissa Upreti (2017–) i Alda Facio (2014–).
- Educació – Dr. Koumbou Boly Barry (2016–). Abans: Kishore Singh (2010-2016). Abans: Vernor Muñoz Villalobos (2004-2010). Abans: Katarina Tomasevski (1998-2004).
- Efectes del deute extern sobre els drets humans – Yuefen Li (2020–). Abans: Juan Pablo Bohoslavsky (2014-2020). Abans: Cephas Luma (2008-2014). Abans: Bernards Mudho (2002-2008). Abans: Fantu Cheru (2000-2002).
- Desaparicions forçades o involuntàries (Grup de Treball) – Bernard Duhaime (2014–), Luciano Hazan (2017–), Henrikus Mickevicius (2015–), Tae-Ung Baik (2015–) i Houria Es Slami (2014–).
- Drets humans i medi ambient – David R. Boyd (2018–). Abans: John H. Knox (2012–2018).[17]
- Substàncies perilloses i residus – Baskut Tuncak (2014–).[18] Abans: Marc Pallemaerts (2012-2014). Abans: Calin Georgescu (2010-2012). Abans: Okechukwu Ibeanu (2004-2010). Abans: Fatma Zohra Ouhachi-Vesely (1995-2004).
- Execucions extrajudicials, sumàries o arbitràries – Agnès Callamard (2016–). Abans: S. Amos Wako (1982-1992). Abans: Christof Heyns (2010-2016). Abans: Philip Alston (2004-2010). Abans: Asma Jahangir (1998-2004). Abans: Bacre Waly Ndiaye (1992-1998).
- Pobresa extrema i drets humans – Olivier De Schutter  (2020–). Abans: Philip Alston (2014-2020). Abans: Magdalena Sepúlveda Carmona (2008-2014). Abans: Arjun Sengupta (2004-2008). Abans: A. M. Lizin (1998-2004).
- Alimentació – Hilal Elver (2014–). Abans: Olivier De Schutter (2008–2014). Abans: Jean Ziegler (2000-2008).
- Llibertat de reunió pacífica i d'associació – Clément Nyaletsossi Voule (2018–). Abans: Annalisa Ciampi (2017). Abans: Maina Kiai (2011-2017).
- Llibertat d'opinió i d'expressió – Irene Khan (2020–). Abans: David Kaye (2014-2020). Abans: Frank La Rue (2008-2014). Abans: Ambeyi Ligabo (2002-2008). Abans: Abid Hussain (1993-2002).
- Llibertat religiosa i de creences – Ahmed Shaheed (2016–). Abans: Heiner Bielefeldt (2010-2016). Abans: Asma Jahangir (2004-2010). Abans: Abdelfattah Amor (1993-2004). Abans: Angelo d'Almeida Ribeiro (1986-1993).
- Salut – Dainius Pūras (2014–). Abans: Anand Grover (2008-2014). Abans: Paul Hunt (2002-2008).
- Defensors dels drets humans – Mary Lawlor (2020–). Abans: Michel Forst (2014–2020). Abans: Margaret Sekaggya (2008-2014). Abans: Hina Jilani (2000-2008).
- Transport il·lícit de residus tòxics – Calin Georgescu (2008–2014).
- Independència dels jutges i juristes – Gabriela Carina Knaul de Albuquerque e Silva i Diego Garcia-Sayan (2017–?). Abans: Mónica Pinto (2015-2016). Abans: Gabriela Knaul (2009-2015). Abans: Leandro Despouy (2003-2009). Abans: Param Cumaraswamy (1994-2003).
- Pobles indígenes – Victoria Tauli-Corpuz (2014–). Abans: James Anaya (2008-2014). Abans: Rodolfo Stavenhagen (2001-2008).
- Desplaçats interns – Cecilia Jimenez-Damary (2016–). Abans: Chaloka Beyani (2010–2016). Abans: Walter Kälin (2004-2010). Abans: Francis Deng (1992-2004).
- Ordre internacional – Livingstone Sewanyana (2018–). Abans: Alfred-Maurice de Zayas (2012–2018).[19]
- Solidaritat Internacional – Obiora C. Okafor (2017–). Abans: Virginia Dandan (2011-2017). Abans: Rudi Muhammad Rizki (2005–2011).
- Lepra - Alice Cruz (2017-).
- Mercenaris (Grup de Treball) – Jelena Aparac (2018–), Lilian Bobea (2018–), Chris Kwaja (2018–), Saeed Mokbil (2014–) i Sorcha MacLeod (2018–).
- Migrants – Felipe González Morales (2017–). Abans: François Crépeau (2011-2017). Abans: Jorge Bustamante (2005-2011). Abans: Gabriela Rodríguez Pizarro (1999-2005).
- Problemes amb les minories – Fernand de Varennes (2017–), que ha fet un informe sobre les minories nacionals a l'Estat Espanyol.[20][21][22] Abans: Rita Izsák-Ndiaye (2011–2017). Abans: Gay McDougall (2005-2011).
- Impacte negatiu de les mesures coercitives unilaterals – Alena Douhan (2020–).
- Persones d'ascendència africana (Grup de Treball) – Ricardo Sunga (2014–), Dominique Day (2018-), Michal Balcerzak (2014-), Sabelo Gumedze (2014-) i Ahmed Reid (2015-).
- Privacitat – Joseph Cannataci (2015–).
- Protecció dels drets humans en la lluita contra el terrorisme – Fionnuala Ní Aoláin (2017–). Abans: Ben Emmerson (2011–2017). Abans: Martin Scheinin (2005–2011).
- Racisme, discriminació racial, xenofòbia i intolerància – E. Tendayi Achiume (2017–). Abans: Mutuma Ruteere (2011-2017). Abans: Githu Muigai (2008-2011). Abans: Doudou Diène (2002-2008). Abans: Maurice Glèlè-Ahanhanzo (1993-2002).
- Drets de les persones grans – Claudia Mahler (2020-).[23] Abans: Rosa Kornfeld-Matte (2014-2020).
- Drets de les persones amb discapacitats – Gerard Quinn (2020–). Abans: Catalina Devandas Aguilar (2014–2020).
- Venda de nens, prostitució infantil i pornografia infantil – Maud de Boer-Buquicchio (2014–). Abans: Najat Maalla M’jid (2008-2014). Abans: Juan Miguel Petit (2001-2008). Abans: Ofelia Calcetas-Santos (1994-2001). Abans: Vitit Muntarbhorn (1991-1994).
- Orientació sexual i identitat de gènere – Victor Madrigal-Borloz (2018–). Abans: Vitit Muntarbhorn (2016–2018).
- Tortura i altres maltractaments o càstigs cruels, inhumans o degradants – Nils Melzer (2016–). Abans: Juan Méndez (2010-2016). Abans: Manfred Nowak (2004-2010). Abans: Theo van Boven (2001-2004). Abans: Nigel Rodley (1993-2001). Abans: Peter Kooijmans (1985-1993).
- Tràfic de persones – Maria Grazia Giammarinaro (2014–). Abans: Joy Ngozi Ezeilo (2008-2014). Abans: Sigma Huda (2004-2008).
- Promoció de la veritat, la justícia, la reparació i garanties de no reincidència – Fabian Salvioli (2018-). Abans: Pablo de Greiff (2012–2018).
- Corporacions transnacionals (Grup de Treball) – Elzbieta Karska (2018-), Dante Pesce (2015-), Anita Ramasastry (2016-), Surya Deva (2016-) i Githu Miugai (2018-).
- Mesures coercitives unilaterals - Idriss Jazairy (2014-).
- Violència contra les dones – Dr. Dubravka Šimonović (2015–). Abans: Rashida Manjoo (2009-2015). Abans: Yakin Ertürk (2003-2009). Abans: Radhika Coomaraswamy (1994-2003).

## Controvèrsies i crítiques
El juny de 2006, el Consell de Drets Humans, que acabava de substituir la Comissió de Drets Humans, va prorrogar els mandats de tots els Relators especials per un any més perquè poguessin fer una revisió dels seus mandats respectius i buscar la manera d'enfortir la seva tasca. Tanmateix, els Relators especials per a països que no els volien van ser qüestionats i, al final, no es van renovar els mandats dels Relators especials per a Cuba i Belarús.
Un altre conflicte entre els Relators especials i el Consell ha estat la imposició d'un codi de conducta nou que, al principi, prohibia als Relators especials parlar amb els mitjans de comunicació, si bé es va arribar a un compromís per regular aquestes compareixences i no prohibir-les d'entrada.